# 今日はゆっくり話そう
「今日はゆっくり話そう」（きょうはゆっくりはなそう）は、ZARDの39作目のシングル。

## 背景
表題曲は、月桂冠『月』のCMソングとしてリリース前からオンエアされていた。

## 制作、音楽性

### 今日はゆっくり話そう
何度も繰り返されるサビの詞は、月桂冠のCMの絵コンテを見ながら書き上げたものである。フルサイズの詞は絵コンテから離れて、制作時の世相を反映させ“熱いもの”を表現したくてその思いが込み上げてくるまで待っていたため、坂井が詞を完成させるまでに時間がかかった。
コーラス参加は大田紳一郎、大野愛果、上木彩矢。

### 淡い雪がとけて
作曲は「お・も・ひ・で」以来の寺尾広が担当。バックコーラスに岡崎雪が参加している。
ライブDVD『What a beautiful moment』のフォトグラフィーでバックソングとして流れているのはこの曲である。ベストアルバム『ZARD Request Best 〜beautiful memory〜』にも収録されている。
オリジナルカラオケの音盤化はされていなかったが、2017年11月1日発売「ZARD CD＆DVD COLLECTION　第19号　愛が見えない」の付属CDにて初音盤化された。

### 雨が降り出す前に
作曲は「愛しい人よ〜名もなき旅人よ〜」以来の岩井勇一郎が担当。編曲は「Get U're Dream」以来4年ぶりに葉山たけしが担当。次のシングルから完全に復帰する。

## ミュージック・ビデオ
ミュージック・ビデオは、久々に屋外で撮影されている。

## 収録曲
1. 今日はゆっくり話そう
作詞：坂井泉水
作曲：大野愛果
編曲：徳永暁人
2. 淡い雪がとけて
作詞：坂井泉水
作曲：寺尾広
編曲：徳永暁人
3. 雨が降り出す前に
作詞：坂井泉水
作曲：岩井勇一郎
編曲：葉山たけし
4. 今日はゆっくり話そう（Instrumental）

## 楽曲の収録アルバム
- 君とのDistance（#1）
- Golden Best 〜15th Anniversary〜（#1）
- ZARD Request Best 〜beautiful memory〜（#2）
- ZARD Single Collection 〜20TH ANNIVERSARY〜（#1,2,3）